# Juliusz Kaden-Bandrowski

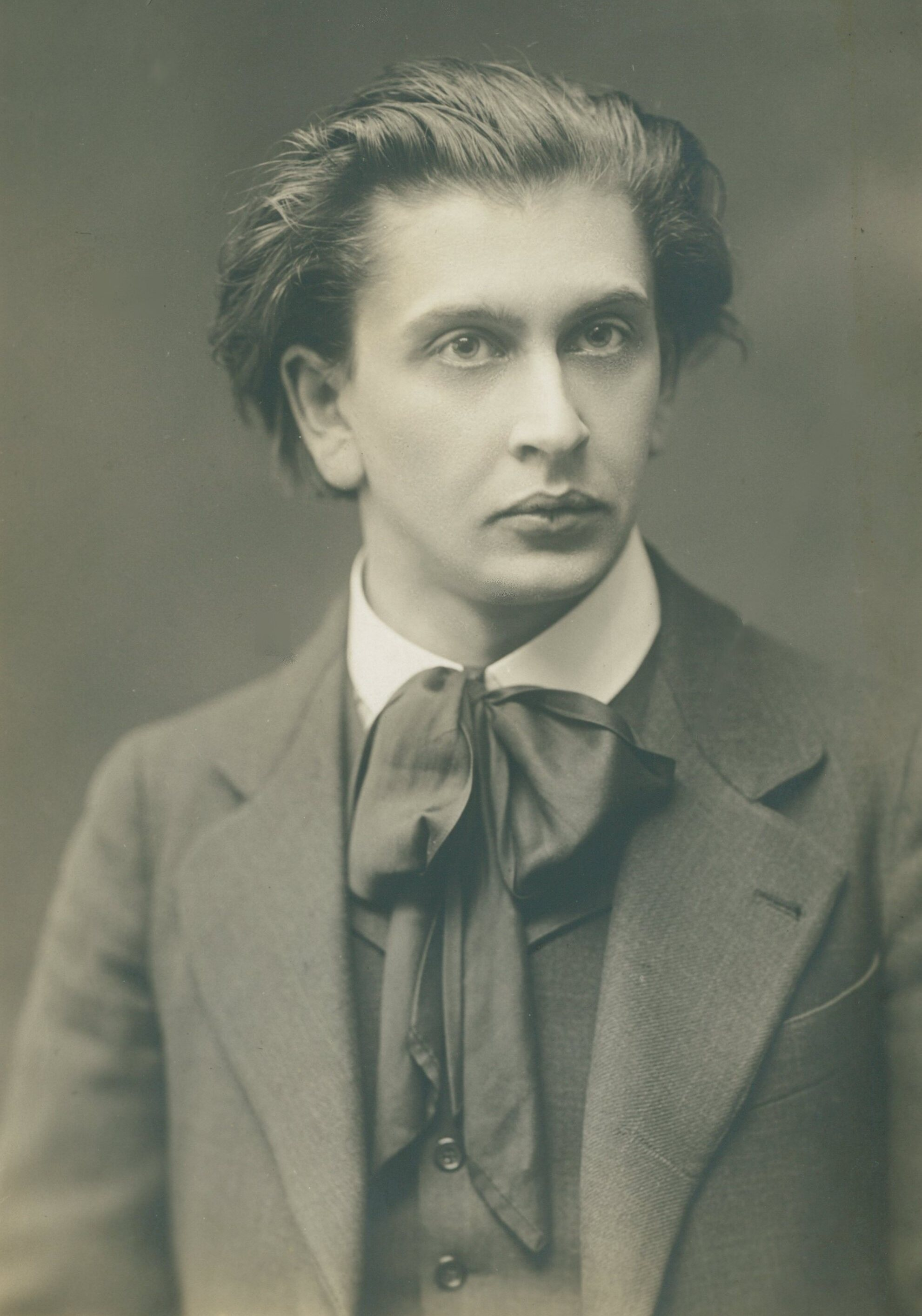
Juliusz Kaden-Bandrowski nel 1913

Juliusz Kaden-Bandrowski (Rzeszów, 24 febbraio 1885 – Varsavia, 8 agosto 1944) è stato uno scrittore polacco.

## Biografia
Kaden-Bandrowski nacque in una famiglia protestante appartenente all'intellighenzia polacca. Il padre si chiamava Juliusz Marczyński Bandrowski e la madre Helena Kaden. Si sposò con Romana Szpak, dalla quale ebbe due figli, che morirono entrambi durante la seconda guerra mondiale.
La carriera di studi di Kaden-Bandrowski incluse anche studi artistici come l'Accademia di musica a Cracovia, a Lipsia e a Bruxelles.
Dopo un infortunio alla mano Kaden-Bandrowski decise di abbandonare la carriera di pianista e di iscriversi ai corsi di filosofia a Bruxelles, lavorando contemporaneamente come giornalista.

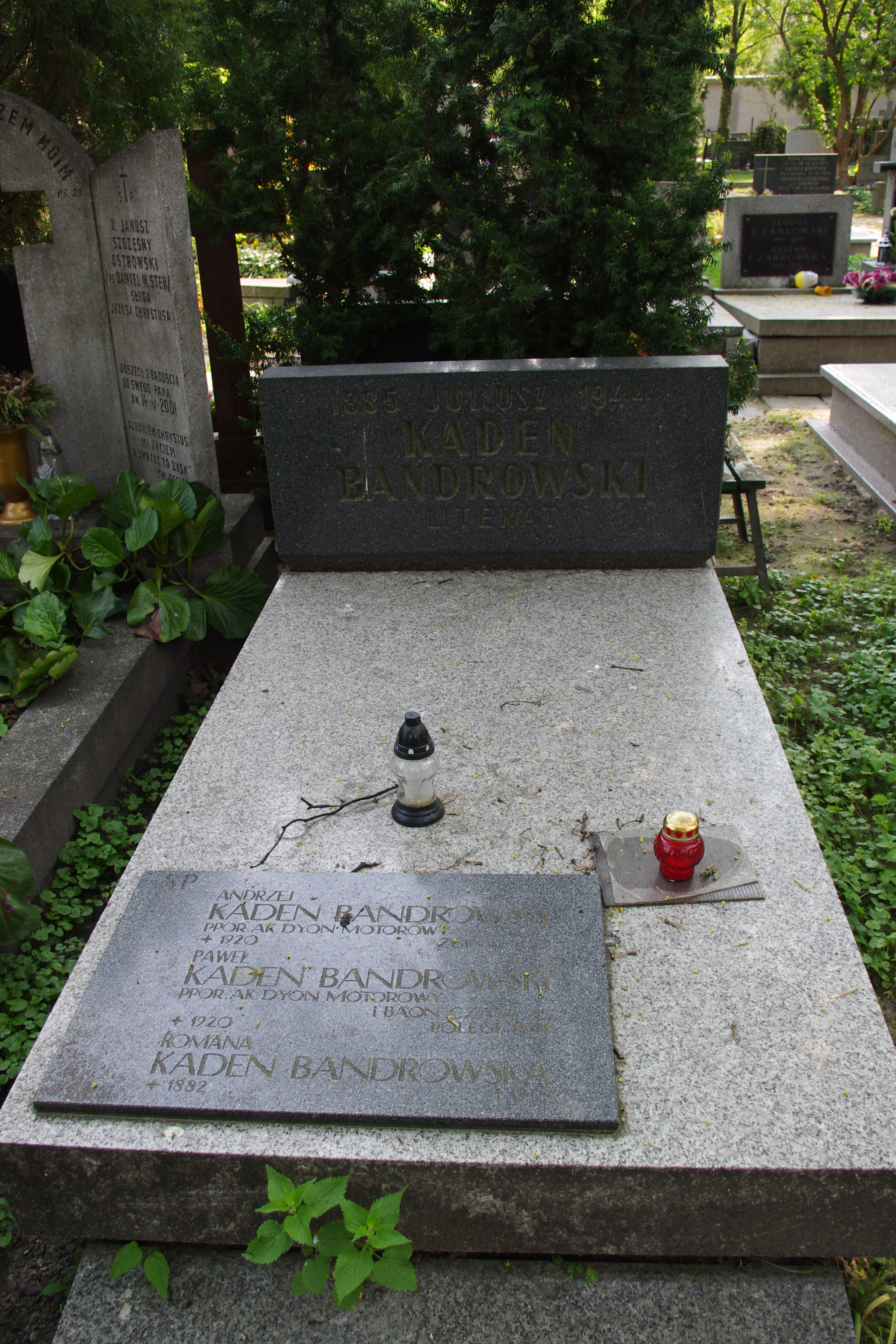
Tomba di Juliusz Kaden-Bandrowsk, di sua moglie Romana, dei suoi due figli, al Cimitero protestante riformato di Varsavia

Partecipò alla prima guerra mondiale combattendo nelle legioni del generale e futuro capo di Stato Józef Piłsudski. Prese parte anche alla guerra sovietico-polacca (1919-1921). Tra il 1918 e il 1920 ha diretto il servizio stampa dell'esercito polacco.
Nel primo dopoguerra aderì al gruppo di poeti sperimentali Skamander fondato da Julian Tuwim.
Dal gennaio 1921, soggiornò per qualche mese negli Stati Uniti d'America per partecipare a conferenze riguardanti la situazione del popolo polacco.
Durante la seconda guerra mondiale restò a Varsavia, dove fu attivo come insegnante di musica e di lettere.
Morì il 4 agosto 1944 durante la Rivolta di Varsavia, a causa delle ferite provocate dall'esplosione di un missile.
Kaden-Bandrowski assunse numerosi incarichi, tra i quali quelli di presidente dell'Associazione dei Letterati polacchi a Varsavia dal 1923 al 1926, di dirigente dal 1933 dell'Accademia polacca delle lettere, di direttore della Società per la Promozione della Cultura teatrale (TKKT) a Varsavia, dal 1933 fino allo scoppio della seconda guerra mondiale.
Kaden-Bandrowski esordì nel 1911 con il romanzo Niezgula e con la raccolta di racconti Professioni (Zawodi).
Le sue opere si caratterizzarono per uno spirito politico polemico ispirato dalle ideologie del generale Piłsudski, da un originale dinamismo stilistico principalmente espressionistico e naturalistico ma aperto alla combinazione di stili diversi e di varie tecniche letterarie, da un grande impegno dal punto di vista dei contenuti, da una forte satira riguardante la politica del suo Paese, da una rappresentazione lasciva delle relazioni umane.
Nel romanzo Il Generale Barcz del 1923 Kaden-Bandrowski approfondì il tema del potere e delle sue relazioni con la società e con la morale, invece nello scritto Le ali nere (Czarne skrzydła, 1928) si dedicò al conflitto tra le problematiche, le ingiustizie del lavoro e il capitale. Con l'opera Matteo Bigda (Mateusz Bigda, 1933), la critica di Kaden-Bandrowski si ampliò e riguardò la funzione e il ruolo dei partiti politici e del parlamento.
I capolavori di Kaden-Bandrowski non furono però le opere incentrate sulla politica, ma quelle autobiografiche e basate sui ricordi infantili, come ad esempio le novelle La città di mia madre (Miasto mojej matki, 1925) e All'ombra dell'ontano dimenticato (W cieniu zapomnianej olszyny, 1926).
Il suo romanzo L'arco, ha avuto due adattamenti cinematografici, invece Matteo Bigda fu adattato al piccolo schermo.

## Opere
- Un pazzo, (Niezguła, 1911);
- Polvere, (Proch, 1913);
- Piłsudczycy, (1915);
- Tombe, (Mogiły, 1916);
- L'arco, (Łuk, 1919);
- Il Generale Barcz, (Generał Barcz, 1922);
- Un patto di cuori, (Przymierze serc, 1924);
- Le vacanze dei miei figli, (Wakacje moich dzieci, 1925);
- All'ombra dell'ontano dimenticato, (W cieniu zapomnianej olszyny, 1926);
- Le ali nere, (Czarne skrzydła, 1928);
- Alunni della prima elementare, (Aciaki: z I-szej A, 1932);
- Matteo Bigda, (Mateusz Bigda, 1933).